# Walter M602
Walter M602 je československý turbovrtulový letecký motor vyvíjený během 80. a 90. let společnosti Walter (Motorlet n. p.). Byl zamýšlen jako pohonná jednotka pro letoun Let L-610, nicméně vývoj motoru ustal v roce 1996 a bylo vyrobeno pouze několik desítek předsériových kusů. Motor měl být původně certifikován vůči sovětské předpisové základně ENLG-S. Po změně politického režimu v Československu, byl hlavním konkurentem motoru M602 motor amerického General Electric CT7-9D. 

## Vývoj
Na vývoji motoru se podílela řada akademických instutucí a přidružených leteckých podniků. VZLÚ zpracovalo návrh radiálního kompresoru a realizovalo vývojové zkoušky. ČVUT provádělo optimalizaci návrhu vstupu vzduchu do motoru. Elektronický systém regulace byl navržen v Jihostroji Velešín ve spolupráci s Mesitem Uherské Hradiště a pražskou Mikrotechnou. Spouštěcí systém motoru byl vyvinut a vyráběn v PBS, výrobu reduktoru a skříně pohonů zajišťovala Česká Zbrojovka Uherský Brod. Vývoj a výrobu vrtulové jednoty VJ518 zajišťovala letecká divize pražské Avie. První varianta motoru M602(A) byla oproti předpokladům až o 20% těžší, proto se ještě v předsériové fázi začalo uvažovat o odlehčené verzi M602B. Na její realizaci však již nedošlo.
Motor byl sestaven ze samostatných montážních celků – modulů, což umožňovalo zavedení moderních metod kontroly a údržby v letovém provozu. Konstrukční skupinu kompresoru vedl Ing. Josef Maršálek, skupinu turbín Ing. Vladimír Martínek, později Ing. Jiří Vítek, skupinu spalovací komory Ing. Mojmír Horák, později Karel Langr. Na regulaci motoru spolupracoval s Jihostrojem Velešín Ing. Jiří Barvitius. Dynamické problémy motoru řešil Ing. Jan Souček. Skupinu reduktoru vedl Ing. Schmied, později Ivan Petr. Za skříň pohonů po konstrukční stránce odpovídal Josef Čihula. Zástavbu motoru do letounu L610 řešil Tomáš Daňhel.
Základním modulem byl generátor plynů. K němu byl ve směru proudu plynů připojen modul výkonové turbíny a výstupního systému. V přední části motoru byl modul reduktoru, v jehož horní části byly uloženy náhony na přístroje a příslušenství. S vrtulovou jednotkou Avia VJ518 tvořil motor pohonnou jednotku.
První zálet letounu Let L-610 X01 s motory M602 přoběhl 28.12.1988 na továrním letišti v Kunovicích.
V roce 1993 bylo rozhodnuto o dokončení rozpracovaných motorů a jejich postupném zakonzervování vzhledem k nevyjasněným odbytovým možnostem. 
K datu 31.12.1994 byly ukončeny provozní zkoušky u českého letectva a v únoru 1996 Armáda České republiky oficiálně oznámila odstoupení od záměru pořízení letounů Let L-610. Následně motor M602 nenašel jiného využití a celý vývojový program byl ukončen.

## Konstrukce[3]
Základním modulem je generátor. K němu je po proudu plynů připojen modul výkonové/volné turbíny a výstupního systému. V přední části je modul reduktoru. Zde je napojen modul vrtulové jednotky VJ 518, se kterou tvoří motor pohonnou jednotku. V horní části jsou uloženy přístroje a příslušenství. Vzájemné propojení mezi moduly zajišťují mechanické vazby, palivová, olejová, vzduchová a elektrická instalace.
Modulové uspořádání umožňuje zavedení moderních metod kontroly v letovém provozu, jež vedou ke zvýšení spolehlivosti a životnosti pří snížených provozních nákladech. Koncepce motoru je tříhřídelová se souosým uspořádáním hřídelů, předsunutým reduktorem a vyoseným vrtulovým hřídelem.

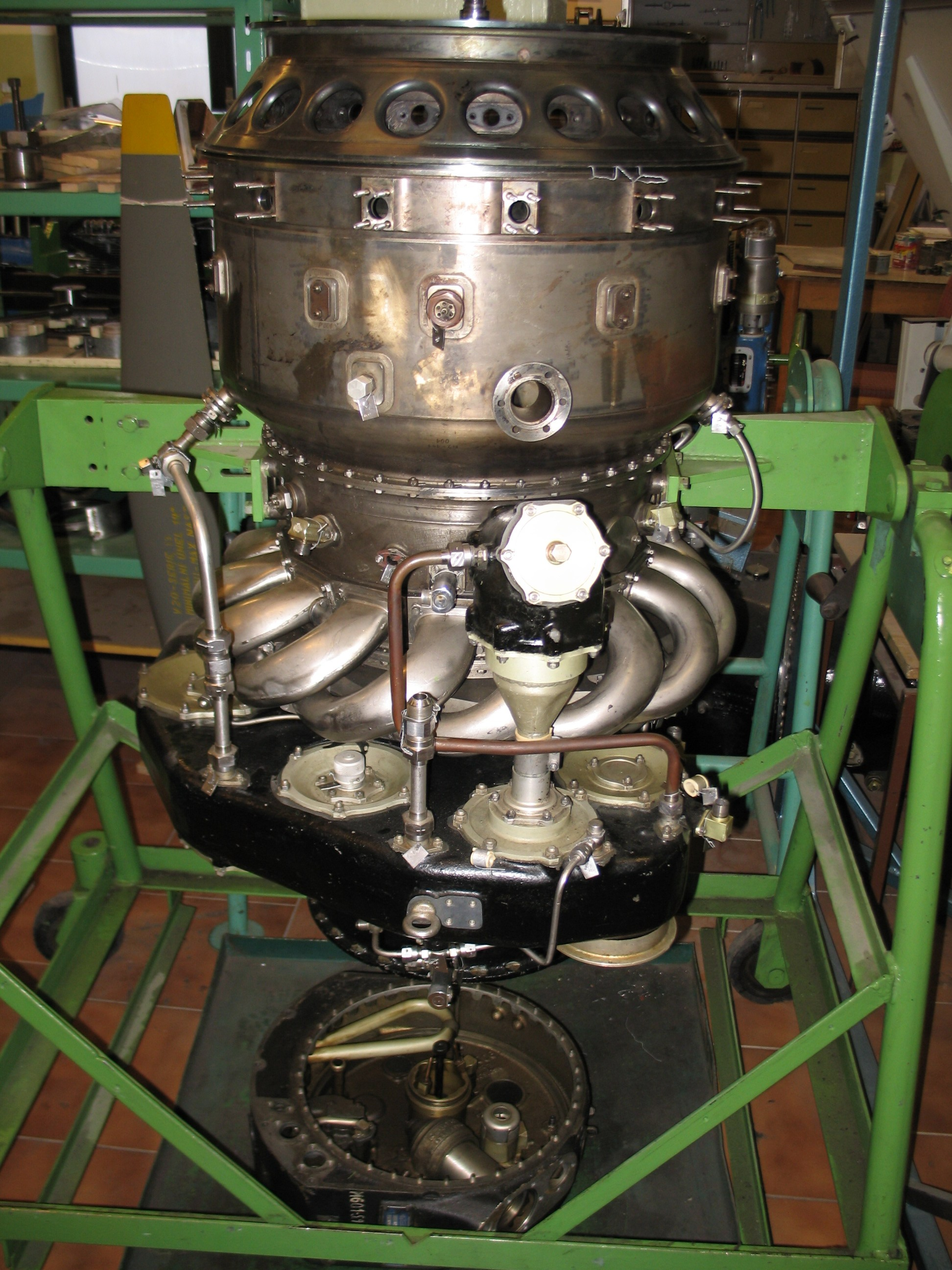
Generátor motoru Walter M602

### Generátor
Skládá se z dvoustupňového radiálního kompresoru s celkovým stlačením 12,8 (nízkotlaký stupeň se stlačením 4,14), spalovací komory a turbín středo- a vysokotlakého rotoru. Vysokotlaký stupeň kompresoru spolu s vysokotlakým stupněm generátorové turbíny tvoří vysokotlaký rotor. Nastavený režim chodu motoru je řízen regulačním systémem.
Maximální provozní otáčky VTK jsou 31 500 ot/min. Vzduchem chlazené lopatky (rozváděcí i oběžné) a disk turbíny umožnují práci vysokotlaké turbíny při středních teplotách plynů do 1 387 K.
Primárním náhonem kuželovými rychloběžnými koly se přenáší kroutící moment od vysokotlakého rotoru do skříně pohonů a naopak při spouštění motoru je přes tento náhon roztáčen vysokotlaký rotor na spouštěcí otáčky vzduchovým spouštěčem.
Nízkotlaký stupeň kompresoru je poháněn druhým stupněm turbíny, s nímž tvoří středotlaký rotor. S vysokotlakým rotorem není mechanická vazba. Signál od vysílače otáček NTK je veden k regulátoru přívodu paliva, který zamezuje přetočení rotoru NTK nad stanovené otáčky. Maximální provozní otáčky 24 500 ot/min při 98% na palubním ukazateli.
Rozvaděč prvého stupně je tvořen ze segmentů vzniklých spájením jednotlivých přesně litých lopatek. Rozvaděč druhého stupně je konstruován jako integrální.

### Spalovací komora
V prostoru za vysokotlakým kompresorem vně obou stupňů generátorové turbíny je umístěna prstencová protiproudá spalovací komora. Přívod paliva je veden do primární zóny v obvodovém směru. Palivo je rozprašováno 14 vysokotlakými odstředivými palivovými tryskami, které jsou uspořádány do dvou větví po 7 tryskách. Zapálení směsi paliva se vzduchem při spouštění zajišťují 2 nízkonapětové polovodičové zapalovací svíčky, které jsou umístěné v primární zóně spalovací komory. Elektrickou energii dostává každá svíčka od vlastního vysokoenergetického zapalovacího zdroje.

### Skříň pohonů
Skříň pohonů je provedená jako odlitek z hořčíkové slitiny. Centrální část tvoří prstencový kanál pro přívod vzduchu ke kompresoru. Kanál je rozdělen šesti vyhřívanými žebry, které nesou střední náboj pro uložení torzního hřídele výkonové turbíny. Na vnějším obvodu kanálu v dolní části jsou nálitky pro připojení olejové nádrže a v horní části nálitky pro skříň převodů. V olejové nádrži jsou uložena olejová čerpadla, filtr a přístroje pro měření tlaku a hladiny oleje (signalizace maximální a minimální hladiny oleje) a signalizátor kovových třísek v oleji. Na nádrži je umístěno nálevní hrdlo a olejoznak.
Skříň převodů obsahuje systém ozubených kol a na vnějším povrchu je opatřena přírubami pro uchycení palivového čerpadla, regulátoru paliva, vzduchového spouštěče, odlučovače oleje a vysílače otáček vysokotlakého rotoru. Na levém rohu skříně jsou umístěny nálitky pro uchycení palivoolejového výměníku tepla.

### Výkonová/volná turbína
Na výstupní straně generátoru je přípojen modul výkonové/volné turbíny. Skládá se ze skříně, rotoru a rozvaděčů, Turbína je dvoustupňová. Disk prvého stupně má na vnitřním náboji přírubu, která umožňuje rozebíratelné spojení s diskem druhého stupně. Disk druhého stupně je spojen s hřídelem, který přenáší krouticí moment z výkonové turbíny na torzní hřídel. Maximální provozní otáčky jsou 16 600 ot/min.
Přenos krouticího momentu od výkonové turbíny k reduktoru, umístěnému před generátorem, je proveden dvěma za sebou zařazenými torzními hřídeli. První, dlouhý, prochází středem obou rotorů generátoru a pracuje v nadkritických otáčkách. Kromě krouticího momentu od výkonové turbíny přenáší i axiální sílu do kuličkového ložiska. Druhý torzní hřídel je kratší. Jedním koncem je zasunut do drážkování na výstupním pastorku reduktoru. Hřídelový systém je součástí zdroje elektrických signálů elektronického torkmetru a vytváří rovněž řídicí signál pro regulační systém. Údaj o krouticím momentu je zobrazován na ukazateli v pilotní kabině.

### Reduktor
Modul reduktoru je připojen k přední části generátoru přechodovou skříní, jež tvoří současně část vstupního kanálu. Se vstupním kanálem je spojena přírubou s rychloupínkou. Vlastní reduktor je předlohový s vyoseným vrtulovým hřídelem oproti vstupnímu pastorku a ose generátoru. Kanály v dutém vrtulovém hřídeli se přivádí tlakový olej do vrtulové hlavy k ovládání vrtulových listů. Náhony na reduktoru jsou určeny k pohonu hydraulického čerpadla, elektrického generátoru, regulátoru vrtule a pomocného náhonu. Dále zajíšťuje mechanickou vazbu od parkovací brzdy k vrtulovému hřídeli. 
Valivá ložiska a ozubená kola reduktoru jsou uložena v masivních skříních. Střední skříň má nálitky pro tři hlavní závěsy. Další dva opěrné závěsy jsou umístěny na výstupní skříní vysokotlakého kompresoru.

### Vrtulová jednotka VJ518
Vrtule je pětilistá o celkovém průměru 3,5 m. Vzletové otáčky vrtule Avia V518 jsou 1 320 ot/min, cestovní otáčky pak 1 050 ot/min. Otáčky obou vrtulí jsou synchronizované a vrtule jsou vybaveny automatickým praporováním při vysazení motoru a  zařízením pro reverzaci tahu.

## Funkce

### Spouštění motoru
Počáteční roztočení je zajištěno vzduchovým spouštěčem, který roztočí vysokotlaký rotor do oblasti spouštěcích otáček. Ze skříně pohonů přes kuželová kola se roztáčí vysokotlaký rotor. Tím dochází k nasávání vzduchu, který prochází ze sacího hrdla umístěného pod motorem kanálem v přechodové skříni přes usměrňovací lopatky a nízkotlaký kompresor. Odtud vzduch prochází 15 rozváděcími kanály do vysokotlakého kompresoru. Z vysokotlakého kompresoru prochází trubkovým difuzorem do prstencové protiproudé spalovací komory. Ve spalovací komoře se dodaný vzduch mísí s palivem, přiváděným do primární zóny v obvodovém směru.
Palivo je rozprášeno 14 vysokotlakými odstředivými palivovými tryskami, které jsou uspořádány do 2 větví po 7 tryskách. Při spouštění motoru je v prvé fázi v činnosti jen jedna větev, aby se docílilo lepšího rozprášení spouštěcího paliva v malém množství vzduchu. Druhá větev se automaticky připojuje prostřednictvím rozvaděče paliva v průběhu spouštěcího cyklu. Zapálení směsí paliva se vzduchem zajišťují 2 zapalovací svíčky, napájené dvěma samostatnými vysokoenergetickými polovodičovými zapalovacími zdroji. Ze spalovací komory jdou spaliny do vysokotlakého stupně generátorové turbíny, který s vysokotlakým kompresorem tvoří vysokotlaký rotor, od kterého se přes kuželová kola pohání agregáty umístěné na skříni pohonů.

### Regulace
Nastavený režim motoru je udržován na zvolené hodnotě regulátorem paliva, které je přiváděno do spalovací komory. Maximální provozní otáčky vysokotlakého rotoru jsou 31 500 ot/min. Druhý stupeň generátorové turbíny pohání nízkotlaký stupeň kompresoru. Vzájemmé propojení tvoří středotlaký rotor. Vazba s vysokotlakým rotorem není mechanická. Signál od vysílače otáček je veden k regulačnímu systému, který zamezuje přetočení rotoru nad stanovených 98% otáček.
Energií plynů z generátorové části je poháněn prvý a druhý stupeň výkonové turbíny, které jsou mechanicky propojeny a tvoří spolu rotor výkonové turbíny. Maximální provozní otáčky 16 600 ot/min. Spaliny odchází výstupním ústrojím ven z motoru a dávají přídavný tlak cca 1 083 N. 
Vnitřním drážkováním v hřídeli rotoru výkonové turbíny se přenáší krouticí moment na dva za sebou řazené torzní hřídele. Na prvý torzní hřídel je drážkami napojený druhý, který přenáší krouticí moment na výstupní pastorek reduktoru. Přes reduktor je přenášen krouticí moment na vrtulový hřídel. Maximální provozní otáčky vrtule 1 320 ot/min.

## Vyrobené kusy
Výčet vyrobených motorů zahrnuje jak předsériové kusy, které se účastnily letových zkoušek, tak i kusy prototypové a generátory pro vývojové zkoušky. 

### Generátory
- G1 – Generátor pro vývojové zkoušky – 1. běh: 25. ledna 1985
- G2 – Generátor pro vývojové zkoušky – 1. běh: 10. června 1985
- G3 – pro měření charakteristik nízkotlakého kompresoru – 1. běh: listopad 1985
- G14 – pro zkoušky v sovětském CIAM/ЦИАМ (Ústřední institut leteckých motorů / Центральный институт авиационного моторостроения) v námrazových a prašných podmínkách – zkoušky úspěšně dokonceny v roce 1992

### Prototypové motory
- A01 – pro první pozemní běh – 25. února 1986
- A03 až A06 – vyrobeny během roku 1986
- A07 – vyroben v roce 1987 pro pozemní 100h/150h vytrvalostní zkoušku
- A08 a A09 – vyrobeny v roce 1987 a následující rok odeslány k zástavbě do L-610 X01 (OK-130), v roce 1992 instalovány na L-610 X03 (OK-132). Na konci roku A08 určen pro zkoušky v Létající laboratoři Il-18 a nahrazen motorem A12
- A10 – vyroben v roce 1987, od roku 1988 určen pro Létající laboratoř LL Il-18
- A12 – na konci roku 1992 byl vyměnen za motor A08 v zástavbě L-610 X03
- A16 a A17 – vyrobeny v roce 1988 k zástavbě do L-610 X03 (OK-132)
- A20 – vyroben v roce 1989 určený pro Létající laboratoř LL Il-18
- A21 a A22 a A24 – vyrobeny v roce 1989
- A23 – vyroben v roce 1989, od roku 1991 určený pro Létající laboratoř LL Il-18 (upravený nízkotlaký kompresor a difuzor)

### Předsériové motory
- 16-001 a 16-003 – vyrobeny v roce 1990
- 16-002 a 16-004 – vyrobeny v roce 1990 k zástavbě do L-610 X01 (OK-130)
- 16-89002 – od roku 1991 připravován pro státní certifikační 150h vytrvalostní zkoušku, v roce 1993 uložen a zakonzervován
- 16-89003
- 16-90005 a 16-90006 – vyrobeny v roce 1990, od roku 1992 určeny k zástavbě na L-610 X05 (OK-136), na konci roku 1992 vyměněny na letounu za motory 16-90004 a 16-90009
- 16-90007 a 16-90008 – vyrobeny v roce 1990, od roku 1992 určeny k zástavbě na L-610 X01 (OK-130)
- 16-90004 a 16-90009 – vyrobeny v roce 1990, na konci roku 1992 určeny k zástavbě na L-610 X05 (OK-136) pro vojskové zkoušky pro rok 1993
- 16-91010 – vyroben v roce 1991, dnes slouží jako exponát v Leteckém muzeu v Kunovicích[4]
- 16-91011 – vyroben v roce 1992, společně s motorem 16-89003 instalován v roce 1995 na letoun L-610 X05 pro výškové zkoušky (elektronicky ovládaný odpouštěcí ventil)
- 16-91012 až 16-91014 – vyrobeny v roce 1992
- 16-93015 a 16-93016 – rozpracované na úrovni dílů, nedokončené

## Létající laboratoř LLIl-18[5]
Letové zkoušky motoru byly prováděny na upraveném letounu Il-18V, kde namísto původního levého vnitřního motoru AI-20K byl umístěn zkoušený motor M602 s vrtulovou jednotkou Avia VJ518. Přestavba letounu na létající laboratoř byla dokončena v květnu 1988 – letoun dostal registrační značku OK-018.
První let s pracujícím testovaným motorem typu M602 (č. motoru A10) se konal dne 6. července 1988, se smíšenou posádkou VZLÚ a ČSA. V průběhu testovacích letů bylo snímáno přes 200 parametrů testovaného motoru.

## Specifikace[6][7][3]

### Hlavní technické údaje
- Typ: tříhřídelový turbovrtulový motor
- Délka: 2 565 mm (M602), 2 285 mm (M602B)
- Průměr: 753 mm
- Suchá hmotnost: 570 kg (M602), 480 kg (M602B) s tolerancí +/− 1,5 %

### Součásti
- Kompresor: dvoustupňový radiální kompresor o celkovém stlačení 12,8 (nízkotlaký stupeň se stlačením 4,14)
- Spalovací komora: prstencová protiproudá se 14 vysokotlakými odstředivými tryskami v 7 větvích a dvěma nízkonapěťovými polovodičovými svíčkami
- Turbína: jednostupňová vysokotlaká axiální (s chlazenými lopatkami), jednostupňová středotlaká axiální, dvoustupňová nízkotlaká výkonová/volná turbína
- Skříň pohonů: obsahuje nosný systém ozubených kol a příruby pro připojení agregátů
- Reduktor: předlohový s vyoseným vrtulovým hřídelem s redukčním poměrem 1:12,58
- Soustavy motoru: palivová, olejová, vzduchová, elektrická
- Vrtulová jednotka: pětilistá vrtule o průměru 3,5 m se schopností synchronizace otáček a reverzací tahu

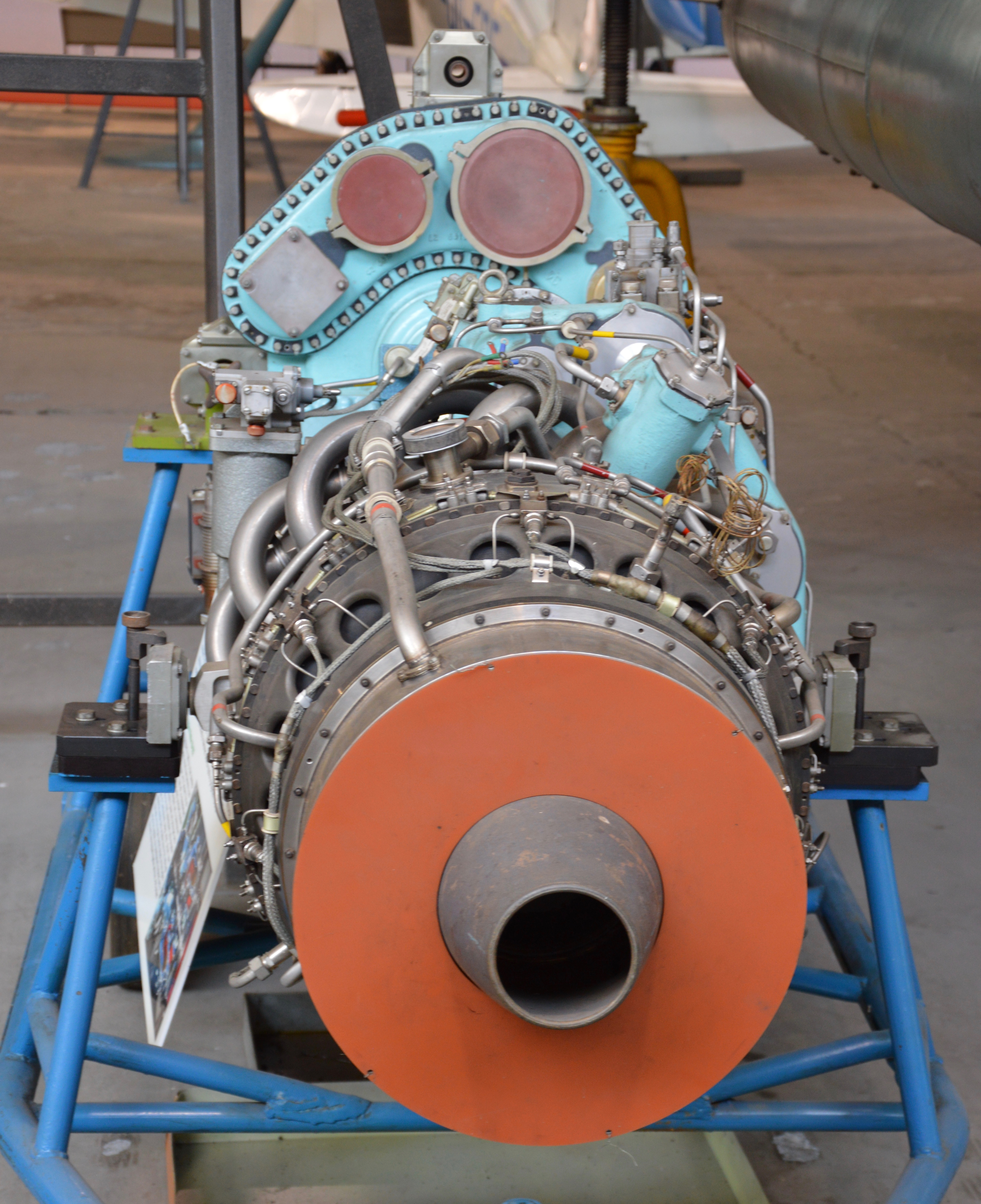
Motor Walter M602 s viditelnými přírubami náhonů na zadní straně reduktoru

### Přístrojové vybavení, náhony a převodové poměry
| Modul        | Přístroj                    | Označení | Otáčky | Převodový poměr |
| ------------ | --------------------------- | -------- | ------ | --------------- |
| Reduktor     | Hydraulické čerpadlo (8 kW) | –        | 7 382  | 0,1787410       |
| Reduktor     | Regulátor vrtule            | LUN 7812 | 4 238  | 0,3113552       |
| Reduktor     | Elektrický generátor        | –        | 16 481 | 0,0800627       |
| Reduktor     | Pomocný náhon 1             | –        | 10 377 | 0,1271585       |
| Reduktor     | Pomocný náhon 2             | –        | 10 673 | 0,1236263       |
| Skříň pohonů | Vzduchový spouštěč          | LUN 5362 | 11 538 | 0,3664255       |
| Skříň pohonů | Palivový regulátor          | LUN 6592 | 4 863  | 0,1544438       |
| Skříň pohonů | Palivové čerpadlo           | LUN 6284 | 4 863  | 0,1544438       |
| Skříň pohonů | Odlučovač                   | –        | 4 863  | 0,1544438       |
| Skříň pohonů | Olejová čerpadla            | –        | 4 130  | 0,1311637       |
| Skříň pohonů | Ruční protáčení             | –        | –      | 0,1607050       |

Drakové přístroje pro motor a elektrické vybavení motoru:
- Palivoolejový výměník 443958219102
- Zapalovací zařízení LUN 2204
- Omezovač otáček vrtule LUN 7813
- Praporovací čerpadlo LUN 7842
- Elektronický blok synchronizace vrtule LUN 5401
- Elektronický člen regulace (EČR) LUN 5267
- Pomocná energetická jednotka (PEJ) Safír 5K

### Výkony
- Maximální vzletový výkon: 1 360 kW (1 820 k) (pro M602) omezený na dobu 5 minut
- Maximální trvalý výkon: 1 200 kW (1 600 k) (pro M602) a 1 500 kW (2 000 k) (pro M602B) bez časového omezení
- Střední výjimečný režim: 1 250 kW (1 676 k) při vysazení jednoho motoru na maximálně 2 hodiny
- Mimořádný zvýšený režim: 1 330 kW až 1 500 kW (1 783 k až 2 011 k) dle teploty a výšky – při vysazení jednoho motoru při vzletu
- Cestovní výkon: 700 kW (939 k)
- Reverzní režim: 884 kW (1 185 k) po dosednutí letounu na maximální 1 minutu
- Teplota na vstupu turbíny: 1 378 K (1 105 °C)
- Stupeň stlačení kompresorů: 12,8
- Maximální otáčky nízkotlakého kompresoru: 24 500 ot/min při 98% na ukazateli
- Maximální otáčky vysokotlakého kompresoru: 31 500 ot/min
- Maximální otáčky výkonové/volné turbíny: 16 600 ot/min
- Maximální otáčky vrtule: 1 320 ot/min
- Cestovní otáčky vrtule: 1 050 ot/min
- Kroutící moment na hřídeli při maximálních otáčkách: 9 840 Nm
- Odpovídající přídavný tah: 1 083,1 N
- Hltnost vzduchu: 7,335 kg/s
- Spotřeba paliva: 0,330 kg/kW/h
- Spotřeba oleje na všech režimech max.: 0,3 l/h
- Poměr výkon/hmotnost: 2,39 kW/kg (M602), 3,13 kW/kg (M602B)

### Atmosferické podmínky
Pohonná jednotka pracuje spolehlivě v rozsahu:
- Teploty okolního ovzduší na zemi: −50 °C až +45 °C
- Relativní vlhkosti vzduchu na zemi: 20% až 100%
- Výšky: 0 až 10 km
- Arktické minimum pro výšku 7 000 m: −57 °C

Pohonná jednotka musí bez poškození a snížení provozuschopnosti odolávat teplotě okolního vzduchu −60 °C až +80 °C.

### Povolené provozní hmoty a oleje
- Paliva: T-1, TS-1, RT, JET A1
- Oleje: B3V, AeroShell Turbine Oil 500, 550 nebo 560, AeroJet Turbine

### Provozní doby
1. Prototypové motory
  - Provozní doba do GO (hodinová): 1 000 h
  - Provozní doba do GO (cyklová): 800 cyklů v průběhu 5 let
2. Sériové motory
  - Provozní doba do GO (hodinová): 4 000 h
  - Provozní doba do GO (cyklová): 3 200 cyklů

1 cyklus = 1 vzlet a 1 přistání. Předpokládaná doba letu 1 hodina na 0,8 vzletu. Časové omezení 5 let je složeno z doby skladování a letového provozu.